# Raphaël Fejtö
Raphaël Fejtö (* 17. September 1974 in Paris) ist ein französischer Schauspieler, Drehbuchautor und Filmregisseur ungarisch-russisch-ägyptisch-libanesischer Herkunft.
Fejtö ist ein Enkel des ungarischen Historikers François Fejtő. Seine Karriere begann, als er im Alter von zwölf Jahren für eine der beiden Hauptrollen in Louis Malles Kinofilm Auf Wiedersehen, Kinder (Au revoir les enfants, 1987) ausgewählt wurde. 1996 spielte er in dem Film 56 fois par semaine mit, bei dem er auch Regie führte. 2003 drehte er den Film Osmose, für den er auch das Drehbuch geschrieben hatte, mit Romain Duris in der Rolle als Rémi.  2007 folgte sein Film L'âge d'homme... maintenant ou jamais!, wiederum mit Romain Duris in der Hauptrolle.
Neben seinen Arbeiten in der Filmkunst begann Fejtö zusammen mit seiner Mutter Nadja Kinderbücher zu schreiben. Inzwischen schreibt er auch alleine Kinderbücher und illustriert diese auch.

## Filmografie
als Schauspieler
- 1987: Auf Wiedersehen, Kinder (Au revoir les enfants) – Regie: Louis Malle
- 1996: 56 fois par semaine

als Drehbuchautor und Regisseur
- 1996: 56 fois par semaine
- 2003: Osmose
- 2007: L'âge d'homme... maintenant ou jamais!